# ミルトン・カスコ
ミルトン・オスカル・カスコ（Milton Óscar Casco、1988年4月11日 - ）は、アルゼンチンのプロサッカー選手。サッカーアルゼンチン代表。CAリーベル・プレート所属。ポジションはDF(LSB)。

## 経歴

### クラブ
2009年、ヒムナシア・ラ・プラタでプロキャリアをスタート。
2012年、ニューウェルズ・オールドボーイズに移籍。
2015年、オリンピック・マルセイユが250万ユーロでの獲得間近と報じられたが、マルセロ・ビエルサ監督就任以降立ち消えとなった。

### 代表
2015年5月、代表未経験ながらヘラルド・マルティーノ監督によってコパ・アメリカ2015参加メンバーの一人に選ばれた。6月7日、サンフアンで開催されたボリビア戦でファクンド・ロンカリアとの交代で途中出場しデビューを果たした。なおコパ・アメリカ本戦での出場機会はなかった。

## タイトル
ニューウェルズ・オールドボーイズ
- プリメーラ・ディビシオン: 2013

CAリーベル・プレート
- コパ・スダメリカーナ: 2018